# Roni Duani

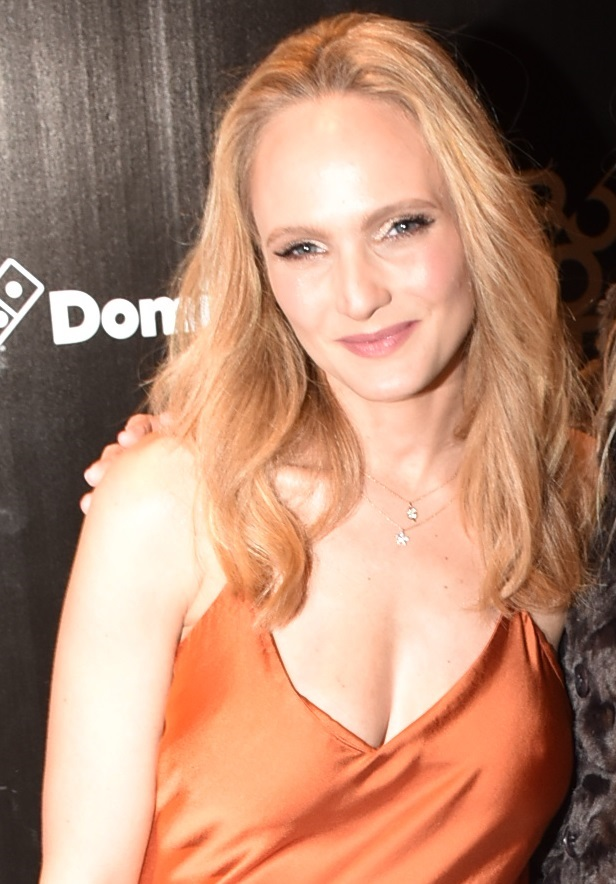
Roni Duani (2019)

Roni Duani, hebräisch רוני דואני; geboren als Liron Duani (* 10. März 1986 in Rischon LeZion, Israel) ist eine israelische Pop-Sängerin und Schauspielerin.

## Leben und Karriere
Duani wuchs in Rischon LeZion auf und ist die jüngere Schwester der israelischen Schauspielerin und Moderatorin Jael Duani. Schon in jungen Jahren nahm sie Tanzunterricht. Ab 2002 wurde sie von dem israelischen Plattenlabel Helicon gefördert, die in ihr einen künftigen Star sahen. Sie bekam eine zweijährige Gesangs-, Tanz- und Schauspielausbildung. Im Jahr 2004 wurde sie durch ihr erstes Album Olam Schalem BaHuz rasch bekannt. Sie bekam schnell den Spitznamen „Roni Superstar“, weil das Album den Hit Superstar enthielt.
Im Jahr 2004 war Duani in mehreren Kinder- und Jugendsendungen auf dem Fernsehsender Nickelodeon zu sehen. Ab Februar 2005 leistete Duani ihren Wehrdienst beim Ordonnanzcorps der Israelischen Verteidigungsstreitkräfte ab. Im Juni des gleichen Jahren kam ihr neues zweiteiliges Album Lo Otzeret auf den Markt. Im März 2006 kamen der zweite Teil des Albums und eine Singleauskopplung auf den Markt. Im gleichen Jahr spielte sie in der Neuauflage des Musicals Der Zauberer von Oz mit. Ebenso hatte sie eine Rolle in der dritten und vierten Staffel von Big Head, einer Sendung des israelischen Kinderkanals, inne. 2007 vermarktete sie Kosmetikartikel für junge Mädchen unter ihrem Namen. In diesem Jahr veröffentlichte sie auch die DVD Auf Zehenspitzen, auf der sie Tanz unterrichtete. Anfang des Jahres 2009 kam ihr Album TBD auf den Markt.

## Diskografie

### Alben
- 2004: Olam Schalem BaHuz (Die Welt vor meiner Tür)
- 2005: Lo Otzeret I (Won’t Stop Pt. I)
- 2006: Lo Otzeret II (Won’t Stop Pt. II)
- 2014: אוספרטי

### Singles (Auswahl)
- 2004: סופרסטאר
- 2006: סוכריה
- 2020: נסיכת פופ (mit Noa Kirel)
- 2022: Superset